# Hondsrug (waterschap)
De Hondsrug is een voormalig waterschap in de provincie Groningen.
De taak van het waterschap was de zorg voor de natuurlijke afwatering vanaf de Hondsrug naar het Winschoterdiep. In 1940 werd de grootte van het schap teruggebracht tot 31 ha, omdat 66 aan de Kooipolder werden toegevoegd. Toen in 1964 bleek dat de overgebleven gronden buiten waterschapsverband vielen, dat wil zeggen niet werden bemalen, werd het schap opgeheven.
Waterstaatkundig gezien ligt het gebied sinds 2000 binnen dat van het waterschap Hunze en Aa's.